# Pier Fausto Recchia
Pier Fausto Recchia (Roma, 8 dicembre 1969) è un dirigente d'azienda e dirigente pubblico italiano, ex deputato del Partito Democratico.

## Biografia
Pier Fausto Recchia si laurea in Giurisprudenza presso l’Università degli Studi "La Sapienza" di Roma nel 1995. Dal 2001 è abilitato all’esercizio della professione forense ed è iscritto all’Ordine degli Avvocati di Roma.
Ha svolto il servizio militare di leva come ausiliare nell’Arma dei Carabinieri.
Dal 2000 al 2006 opera presso l’Ufficio legislativo della Camera dei deputati per i gruppi parlamentari de I Democratici e successivamente de La Margherita. Nel 2006 viene nominato consigliere per gli affari politici del Ministro della Difesa Arturo Parisi.
Nel 2008 è eletto alla Camera dei deputati nella Circoscrizione Lazio 1 con il Partito Democratico. Durante la XVI legislatura fa parte della IV Commissione Difesa. Conclude il mandato parlamentare nel marzo 2013.
Nel 2013 viene nominato capo della Segreteria tecnica del sottosegretario alla Difesa Roberta Pinotti. A dicembre dello stesso anno entra a far parte della Direzione nazionale del Partito Democratico.
Nel 2014 è nominato amministratore delegato di Difesa Servizi S.p.A., società in house del Ministero della Difesa, incarico che ricopre fino al maggio 2023. Nello stesso periodo svolge il ruolo di consigliere politico strategico del Ministro della Difesa e partecipa ai lavori del Gruppo di Esperti istituito presso il Ministero per la redazione e l’attuazione del Libro Bianco per la sicurezza internazionale e la difesa. Nel 2019 è inoltre nominato consigliere per gli affari generali e le politiche strategiche del Ministro della Difesa.
Dal 2021 al 2023 è membro del Comitato Strategico della Fondazione Med-Or.
Nel 2023 entra nel gruppo Fincantieri in qualità di responsabile dell’area “Legal and Public Affairs” della controllata Fincantieri Nextech S.p.A.. Nello stesso anno è nominato vicepresidente del Consiglio di amministrazione dell’A.I.A.D. – Federazione Aziende Italiane per l’Aerospazio, la Difesa e la Sicurezza e presidente di IDS Ingegneria Dei Sistemi S.p.A., società del gruppo attiva nei settori dei sistemi robotici, radaristici, elettromagnetici e nelle comunicazioni satellitari.
Il 6 giugno 2024 assume l’incarico di direttore degli affari istituzionali della difesa e internazionali (Senior Vice President Defence and International Institutional Affairs) di Fincantieri S.p.A., con riporto diretto all’amministratore delegato, mantenendo i precedenti incarichi nel gruppo.
Nel 2024 è altresì nominato presidente della Fondazione Fincantieri, con la missione di promuovere la solidarietà sociale e lo sviluppo sostenibile. Tra le principali attività della Fondazione si annoverano:
- il recupero e la valorizzazione del patrimonio storico-culturale connesso alla memoria industriale del gruppo;
- il sostegno sociale ai dipendenti delle società del gruppo;
- lo sviluppo di attività di studio e ricerca;
- la promozione di iniziative culturali e artistiche;
- la valorizzazione dell’identità e dell’immagine aziendale.

## Onorificenze
- Commendatore dell'Ordine al Merito della Repubblica Italiana – Di iniziativa del Presidente della Repubblica – 27 dicembre 2020